# Leib Kuperstein
Yehuda Leib Kuperstein (în ebraică יהודה לייב קופרשטיין; n. 30 august 1904, Mărculești, gubernia Basarabia, Imperiul Rus – d. 6 octombrie 1992) a fost publicist, pedagog, scriitor, redactor și traducător israelian, originar din Basarabia.

## Anii de tinerețe în Basarabia
Leib Kuperstein s-a născut în colonia agricolă Mărculești din Basarabia, pe atunci parte a Imperiului Rus.
El era fiul unic al lui Sara si Shimshon Kuperstein, aparținând unei familii evreiești numeroase din care proveneau jumătate din locuitorii așezării. Tatăl era unul din urmașii rabinului Shimshon din Ostropoli care împreună cu obștea lui căzuseră victime actelor sângeroase din timpul Răscoalei lui Hmelnițki.Shimshon Kuperstein era un comerciant luminat, dintre primii membri ai mișcării presioniste „Hovevei Tzion” și apoi, ai mișcării național-religioase evreiești Mizrahi. Pentru a-i conferi fiului sau o educatie tradițională îmbinată cu cultura generală, împreună cu prietenul sau, rabinul Yehuda Leib Fischman Maimon, care după mulți ani avea să ajungă ministru al cultelor în primul guvern al Israelului, a înființat un așa numit „heder metukan”, o școală primară religioasă reformistă, în care s-a predat si limba si literatura ebraică.
Mai apoi, Leib Kuperstein a învățat la școala rusă de sub conducerea scriitorului Shlomo Hillels și la gimnaziul ebraic. În acei ani el a devenit activ în mișcarea Makabi, și apoi a înființat și condus un cerc local al mișcarii sioniste socialiste Hashomer Hatzair.

## În Belgia și Franța
La 19 ani Kuperstein a plecat să învețe științele naturii și agronomia în Belgia și Franța. Dupa aceea a învățat și literele, filozofia și științele sociale la Sorbona, devenind în acel timp un bun cunoscator al limbii și culturii franceze. În timpul șederii în vestul Europei, Kuperstein a fost activ in cercurile sioniste, a contribuit la popularizarea limbii și culturii ebraice și a luat parte la Basel la al 15-lea Congres sionist

## Activitatea pedagogică, politică și publicistică în România
Întors în Basarabia, care se reunise între timp cu România, Kuperstein a lucrat ca profesor de științe naturale și de literatură la gimnaziul în care a învățat.  Apoi a condus mai multe instituții de învățământ, între care, în 1933 școala ebraică Tarbut (Cultura) din Bălți. a redactat programe de învățământ pentru școlile ebraice, manuale și antologii școlare, a făcut propagandă în favoarea sionismului, în ciuda 
împotrivirii cercurilor comuniste care erau active în zonă.
S-a luptat totodată și împotriva tendinței autorităților române de a limita orele de învățamânt consacrate ebraicei, și a organizat cercuri permanente de literatură ebraică în afara orelor de școală. A luat parte la activitățile mișcării Poalei Tzion-Tzeirei Tzion, și ea de orientare sionist-socialistă , a asistat organizațiile de tineret sionist, inclusiv fermele agricole destinate pregătirii pentru emigrarea în Palestina, încercând să le apere de șicanele guvernanților.
Kuperstein a editat la Bălți în anii 1935-1938 cea dintâi revistă literară ebraică din zonă, „Shurot” (Rânduri), cu apariție lunară, apropape în întregime redactată, tipărită (manual), gestionata și difuzată de el. Vreme de trei ani a editat 32 de numere, în care a publicat contribuții ale unor scriitori și ziariști ebraici din Palestina și din lume.
Când în primăvara anului 1938 guvernul antisemit Goga-
Cuza a ordonat închiderea revistei și a interzis publicațiile în ebraică și în limba idiș pe teritoriul României, Kuperstein a plecat în Palestina pentru a obține sprijin. Cu ajutorul rabinului Maimon, a lui Avraham Levinson și Itzhak Grynboim a reușit să editeze la întoarcere încă două culegeri de texte în ebraică intitulate „Udim” (Tăciuni).
Înainte de izbucnirea celui de al doilea război mondial și de pătrunderea armatei sovietice în Basarabia , Kuperstein s-a refugiat la București. Acolo a continuat pentru scurt timp activitatea sionistă și în anul 1940 a emigrat în Palestina, împreună cu familia.

## Activitatea în Israel
În Palestina, respectiv din anul 1948 în noul stat Israel Leib Kuperstein a început să publice articole în ziarele Davar, Omer, Al Hamishmar și Maariv și în revistele Gazit și Moznaim. Prima sa rubrică, intitulată „Mekarov” (De aproape)- Din jurnalul unui nou emigrant”, a apărut în decembrie 1940 în ziarul Omer. 
A publicat ulterior în editura „Am oved” cărțile Meghilat Struma (Cartea Strumei) și Goral yehudey Romania (Soarta evreilor din România). Mai apoi a publicat traduceri în ebraică din cărțile pentru copii ale scriitorului rus Kornei Ciukovski  שמש גנובה (Soarele furat)  și  "זבובה זהובה (Muha Țokotuha - Musca năzdrăvană), ilustrate de Lea Grundig. A lucrat în paralel la secția de propagandă și relații externe a Histadrutului, Confederația generală a muncitorilor, la Tel Aviv, unde se stabilise. a deținut și funcția de director al Școlii superioare  pentru muncitori. 
A editat mensualul pedagogic „Lahorim”(Pentru părinți), antologia din lucrările pedagogice ale lui Anton Makarenko „Sefer hinuh beveit hahorim” („Carte pentru părinți) și publicația „Tel Aviv shelanu” („Tel Avivul nostru”), una din primele ziare locale din Israel A fost și unul din membrii fondatori ai Asociației israeliene a jurnaliștilor de periodice și reviste.
Ca președinte al consiliului israelian al organizației „Brit Ivrit Olamit” (Uniunea mondială pentru limba ebraică) a redactat vreme de zece ani revista „Am Hasefer” (Poporul cărții), continuând să contribuie la difuzarea limbii și culturii ebraice. A scris monografii literare și alte lucrări, din care unele urmează să fie publicate postum. În anul 1977 a publicat lucrarea „Yad Mărculești, moshava yehudit beBessarabia” (În amintirea Mărculeștilor, colonie agricolă evreiască în Basarabia).
Paralel cu activitatea publicistică - scrierea a peste 1000 de articole, inclusiv de critică literară, de pedagogie etc. Kuperstein a continuat să se intereseze și de cultura franceză, a citit la Radio Israel din operele lui Albert Cohen, a tradus cărți de Piotr Rawicz („Sângele cerului” - „Le Sang du ciel”)  și Oublier Palerme („Să uiți Palermo”) de Edmonde Charles-Roux.

## Premii și distincții
- 1991 Membru de onoare a Histadrutului
- 1992 Membru de onoare al Asociației jurnaliștilor de periodice și reviste din Israel

Leib Kuperstein a murit în anul 1992 la 88 ani.
A fost căsătorit cu Esther, născuta Algurt, și fiica lor este ziarista israeliană Edna Peer.

## Cărți
- Cartea Strumei - ל' קופרשטיין (כתב וערך), מגלת סטרומה, תל אביב: התאחדות עולי רומניה בארץ-ישראל, תש"ב.
- Soarta evreilor din România - גורל יהודי רומניה, תל אביב: עם עובד ('מן המוקד'), תש"ד.
- Album (colectiv) „Herzl” - הרצל – חוזה המדינה: אלבום; בעריכת י[שעיהו] קלינוב, ג. הרליץ, ל. קופרשטיין; י. מ. לסק – נוסח אנגלי; נ. רפאל - נוסח צרפתי, תל אביב: לעם, תש"י 1950. (a fost tradus în franceză și engleză)
- Album (colectiv) Sărbătorile evreiești - „Moadey Israel”מועדי ישראל: אלבום; בעריכת י. קלינוב; ל. קופרשטיין – סגן עורך ; א. לפיד – נוסח אנגלי; נ. רפאל – נוסח צרפתי, תל אביב: לעם, תשי"א 1951. (a fost tradusă în franceză și engleză)
- Album (colectiv) Copiii Israelului - „Yaldey Israel” -

ילדי ישראל: אלבום; בעריכת י. קלינוב ול. קופרשטיין; נוסח אנגלי – ל. בר יעקב; נוסח צרפתי – נ. רפאל; הצלומים מאת בנו רותנברג [ואחרים], תל אביב: לעם, תשי"ב 1952. fotografii de Benno Rothenberg
- (redactor) Minha larav Zehuda Leib Hacohen Maimon bigvurot,Carte omagială Rabinului Yehuda Leib Hacohen Maimon la atingerea vârstei de 80 ani, Asociația israelienilor originari din Basarabia, Tel Aviv - ל. קופרשטיין (עורך), מנחה לר' יהודה לייב הכהן מימון בגבורות: מוגשת ע"י איגוד יוצאי בסרביה בישראל, תל אביב: נתיב – נכסי תרבות יהדות בסרביה, תשט"ז
- Antologie cu prefață - Din creația lui Yaakov Fichman în poezie și proză , editura Masada, Tel Aviv, cu sprijinul Asociatiei israelienilor originari din Basarabia ל' קופרשטיין (ליקט והקדים מבוא), אסיף: מבחר יצירתו של יעקב פיכמן בשירה ובפרוזה; ילקוט דברים על המשורר ויצירתו, תל אביב: מסדה; בסיוע איגוד יוצאי בסרביה בישראל, תשי"ט.
- Omul și truda sa. Povestea Histadrutului (redactor) - קופרשטיין (עורך), אדם ועמלו: סיפורה של ההסתדרות, תל אביב: תרבות וחינוך, 1965
- cu Meir Kutik (redactori) „Mărculești, în amintirea unei colonii agricole evreiești în Basarabia” 1977, Asociația israelienilor originari din Mărculești

לייב קופרשטיין, מאיר קוטיק (עורכים), מארקולשטי: יד למושבה יהודית בביסאראביה, תל אביב: אירגון יוצאי מארקולשטי בישראל, תשל"ז 1977. (ספר יזכור)

## Traduceri în ebraică
- Kornei Ciukovski - Soarele furat -קורניי צ'וקובסקי, שמש גנובה; עברית: ל' קופרשטין; צירה: לאה גרונדיג, תל אביב: מסדה, תש"ד.
- Kornei Ciukovski - Musca năzdrăvană - קורניי צ'וקובסקי, זבובה זהובה; עברית: ל' קופרשטין ; צירה: לאה גרונדיג, תל אביב: מסדה, תש"ד.
- Anton Makarenko - Carte pentru părinți -א"ס מקרנקו, החנוך בבית ההורים; ליקט, ערך ותרגם: ל’ קופרשטיין, תל אביב: לעם ('ספריה להורים'), תש"ז. (הדפסה נוספת: תל אביב: כפיר, תשי"ד)
- Piotr Rawicz - Sângele cerului -פיוטר ראביץ', דם השמים; מצרפתית: ל' קופרשטיין, תל אביב: המנורה, תשכ"ג.
- Edmonde Charles-Roux - Să uiți Palermo -אדמונד שארל-רו, לשכוח את פלרמו; תירגם מצרפתית: לייב קופרשטיין, תל אביב: עם עובד, תשמ"ד